# Pusterla delle Azze
La Pusterla delle Azze era una delle porte minori (chiamate anche "pusterle") poste sul tracciato medievale delle mura di Milano.

## Storia
Sorgeva in uno spazio corrispondente agli attuali piazzale Marengo, via Lanza e via Tivoli, che sarebbe poi stato inglobato dalle successive fortificazioni del Castello Sforzesco, scomparendo definitivamente con una sorte analoga a quanto accaduto alla vicina Porta Giovia.
Della pusterla già da allora non è rimasta più traccia, neppure sui documenti, né si è giunti a una spiegazione attendibile riguardo alla sua denominazione. Una possibile ricostruzione vedrebbe nelle vicinanze della pusterla la presenza di una piazza, di una contrada o di un borgo detto delle Azze, presumibilmente abitato da azzaioli (acciaioli), che qui svolgevano le proprie attività nelle proprie botteghe. 
Secondo alcuni questi artigiani producevano azze o acce (asce) servendosi delle acque del Nirone, che scorreva non distante. Secondo altri il termine azze potrebbe derivare dalle lame delle mazze, o anche da un'ipotetica famiglia chiamata Azzi, magari appartenente alla corporazione degli azzaioli.
Anticamente dalla pusterla delle Azze entrava in città il torrente Nirone.